# Thomas Hellman
Thomas Hellman, né le 16 juillet 1975 à Montréal, est un auteur-compositeur-interprète, chroniqueur radio et écrivain québécois. Il chante aussi bien en anglais qu'en français.

## Parcours
Il est né en 1975 d'une mère niçoise et d'un père texan.
Thomas Hellman a publié sept albums de chansons et est actif sur la scène littéraire, tant comme écrivain que comme chroniqueur littéraire à ICI Radio-Canada Première. Son mémoire de Maîtrise à l'Université McGill portait sur le bilinguisme, l’identité et la création dans l'œuvre de Samuel Beckett. 
Thomas a publié des poèmes, des nouvelles, et des essais portant sur la musique, la littérature et l’identité dans diverses revues littéraires canadiennes, dont Liberté et Moebius. Depuis le printemps 2016, il est chroniqueur musical pour le magazine L’inconvénient.
En novembre 2012, il lance son livre-disque Thomas Hellman chante Roland Giguère. Il y chante 13 poèmes qu'il a mis en musique, tirés des recueils L'âge de la parole et Temps et lieux de ce regretté poète et illustrateur. Ce livre-disque lui a valu un prix Coup de cœur de l’Académie Charles Cros  en France.
En 2013, Thomas Hellman a créé un spectacle avec les chansons du livre-disque, et d’autres textes d’auteurs des Amériques qu’il a mis en musique, dont Eduardo Galeano, Patrice Desbiens et Naomi Fontaine. La mise en scène est de Brigitte Haentjens.
En 2015, un nouvel album et un nouveau spectacle voient le jour, inspirés d’une série de chroniques que Thomas a présentées entre 2012 et 2014 à l’émission La tête ailleurs sur ICI Radio-Canada Première. Thomas y raconte l’histoire américaine, de la ruée vers l'or à la crise des années 1930, à travers des chansons tirées du répertoire blues, folk, et gospel de l’époque, dont il fait des adaptations bilingues. Il met aussi en musique des textes littéraires, et ses propres textes et chansons.
Dans son plus récent spectacle Rêves américains, de la ruée vers l’or à la grande crise, Hellman explore l’histoire nord-américaine de la ruée vers l'or à la crise des années 1930, à travers des chansons tirées du répertoire blues, folk, et gospel de l’époque, des textes littéraires, ainsi que ses propres textes mis en musique. Ce spectacle, à mi-chemin entre le théâtre, le conte et le concert musical a été présenté dans des théâtres, des festivals de musique, de littérature et de conte au Canada et en Europe. L’album Rêves américains, tome 1, la ruée vers l’or, est sorti en novembre 2015.
Hellman compose également de la musique pour le cinéma et le théâtre. En 2012, il a été nommé au Gala du cinéma québécois pour la “Meilleure musique originale”, pour son travail sur le film Les manèges humains (en) de Martin Laroche. Il a aussi collaboré à de nombreux projets de musique pour enfants avec La montagne secrète.
Il présente des conférences dans les collèges et les universités, portant sur l’identité, la création, les liens entre la musique et la littérature, et l’histoire de la musique folk.
En septembre 2018, il présente son album Rêves américains, tome 2, La Grande Crise, qui s'inscrit dans la continuité du premier volume Rêves américains, tome 1, La ruée vers l'or. 

## Discographie
- Rêves américains, tome 2 : La Grande Crise - 2018
- Rêves américains, tome 1 : La ruée vers l’or - 2015
- Thomas Hellman chante Roland Giguère - 2012
- Prêts, partez - 2008
- Departure Song - 2007
- L'Appartement - 2005
- Stories from Oscar’s Old Café - 2002
- Something Wrong - 1998

## Radio
Thomas Hellman est chroniqueur à ICI Radio-Canada Première. En 2010, il a créé une série de 10 chroniques pour l’émission Éclectique de Monique Giroux qui racontaient son séjour à la Cité internationale des arts de Paris. Cette série, à mi-chemin entre le conte radiophonique et la création musicale, a marqué son entrée dans le monde de la radio, et l’a mené à devenir chroniqueur littéraire pour l’émission Christiane Charette, entre autres. Thomas a fait une série de 30 chroniques portant sur l’histoire de la musique américaine pendant la grande crise des années 1930 pour l’émission La tête ailleurs. Cette série est à l’origine du spectacle et de l’album “Rêves américains, de la ruée vers l’or à la grande crise”. Thomas est aussi responsable de la chronique Le livre à lire en ce moment à l’émission Plus on est de fous plus on lit. Il revisite des classiques de la littérature, en lien avec l’actualité.

## Prix
Thomas Hellman a reçu le prix des diffuseurs européens Sodec-Rideau en 2017, le prix OFQJ-Rideau en 2014, il a été « Sacré Talent » de Radio-Canada en 2006 et a reçu trois nominations au Gala de l’Adisq 2006, dont Révélation et Auteur-compositeur de l’année. Il a obtenu le Prix Miroir en 2006 (en même temps que Les goules et Louise Attaque), le Prix Félix-Leclerc de la chanson en 2007, ainsi que le prix Coup de cœur de l’Académie Charles-Cros en 2007 et en 2013.